# あした天気になあれ (漫画)
『あした天気になあれ』（あしたてんきになあれ）は、ちばてつやによる日本のゴルフ漫画。
原作は1981年42号から1991年25号まで『週刊少年マガジン』（講談社）で連載された。単行本は、講談社コミックス (KC) 版が全58巻、ホーム社から発行された『ちばてつや全集』が全36巻、『ホーム社漫画文庫』が全31巻、『完全版総集編』が全11巻、そしてコンビニ向けの『講談社プラチナコミックス』と『集英社ホームリミックス』版がそれぞれ発売されている。
本作は藤子不二雄Ⓐ作の『プロゴルファー猿』とともに少年誌における草分け的なゴルフ漫画となり、アニメ化もされた。作者によれば連載当時、ゴルフは大人のものというイメージがあり、また読者層である子供たちにとって馴染みのない専門用語が多いこと、ボディコンタクトの多い競技ではなくほぼ内面との戦いの要素が強いことから、連載当初は苦慮したと語っている。その後、主人公・向太陽の発する「チャー・シュー・メン!」の掛け声は子供の間で流行語となった。また、主人公の造形について、当初は「計算高く、金にシビア」なキャラとして描こうとしたが、すぐに行き詰まり、マスコット的なキャラへと変更したと語っている。
2018年より、ゴルフ雑誌『ALBA』749号（2018年5月24日発売）において、本作の26年後を描く「新 あした天気になあれ」（信田朋嗣原作、政岡としや作画）が連載されている。

## ストーリー
東京の下町に住む中学生・向太陽は朝は実家の食堂を手伝い、昼は学校、夜はゴルフ練習場でアルバイトをしながらプロゴルファーを目指している。太陽は元プロゴルファーの竜谷から指導を受け、荒川河川敷沿いのゴルフ場で練習生を務めながらプロテストを受験し、難コースや一癖も二癖もある他の受験者たちに揉まれながらも史上最年少でプロテストに合格。以後はプロゴルファーとしていくつもの大会に出場し、最終的にはセント・アンドリュースで開催された全英オープンゴルフに出場する。

### 東関東中学生ゴルフ選手権大会(羽生ゴルフリンクス)編(1巻 - 6巻)
北荒川第五中学校に通う太陽は、ゴルフ場のバイトや学校のテストの出題箇所の情報を生徒に売ってお金を稼いでいた。ある日の放課後、太陽は新荒川カントリークラブで大野・ルリ子との賭けゴルフに挑む。全ホール1打差のハンディと騒音などの妨害工作を師匠の竜谷とのコンビで跳ね除け、3打差をつけた状態で最終9番ホールを迎える。大野は10万円の支払いが確定しているため、「最終ホールで勝てば賞金帳消し・引き分けなら10万円・負ければ倍額20万円支払い」という倍チャラルールの適用を要求し太陽はこれを呑む。そして、竜谷が2打目を決めたことにより大野陣営の支払いが確定。更に大野が3打目を外した結果、倍の賞金を手に入れ、遂に太陽はゴルフクラブセットを購入する。
翌日、太陽はクラスメイトの白石えつこからゴルフ部のキャプテンが太陽にゴルフ部に来てほしいと話していることを聞くが、太陽はアマチュアの試合には興味がないと拒否する。だが、ゴルフ部も東関東中学生ゴルフ選手権大会の出場予定選手の2人が風邪になったことを理由に代役としての出場を頼み込み、部員に当日のゴルフ場のバイトを代わってもらうことを条件に太陽は了承する。放課後、もう一人の補欠の内山央を含むゴルフ部は太陽から指導を受け、フォームの改善や飛距離の向上に励む。
大会当日、太陽は最終組で久米一郎・工藤呉一・大田黒彰とコースを回る。3人が堅実なゴルフをする一方、がむしゃらに攻めまくる太陽は失敗も多く、途中から空腹で力が入らなくなったこともあり、前半18ホールを終えて3人に大きく突き放される。
後半戦、太陽は波に乗り10番ホールで大田黒を逆転するが、直後に食べ過ぎで体調を崩し11番ホールで大田黒に逆転される。その後、竜谷のドクダミの葉とルリ子の差し入れの食事で太陽は再び調子を取り戻す。大雨が降り始める中、太陽は17番ホールで大田黒とスコアが並ぶ。暴風雨の最終ホールで1オンした太陽であったが、大雨でグリーンが重くなっており、ロングパットを残す。大田黒は太陽の1打を参考にホールインワンを狙うが、横風に煽られてグリーン横のバンカーに落ちる。太陽は大雨を吸ったグリーンのラインを見事読み切ってバーディを決め、-6で暫定1位となる。大田黒もバンカーから寄せるが、惜しくもボールは入らず-5の2位に終わった。

### アシスタント研修会試験(東宇都宮カントリークラブ)編(6巻 - 8巻)
太陽は研修会試験の条件である「ゴルフ場・ゴルフ練習場に1年以上勤務」を満たすため、在学中に仮入社した新荒川カントリークラブに出社して仕事に励む。学校とゴルフ場を行き来しながら、残りの時間はゴルフのルールの勉強やゴルフの練習をする太陽。そこへ竜谷が関東ゴルフ練習場連盟役員の岩森を連れて姿を見せる。竜谷は「岩森氏の推薦があれば、半年のゴルフ場勤務で試験の参加資格を得られる」と伝え、それを聞いた太陽は岩森に自分の力をアピールするが、マナーに関する小言を言われて普段の実力を出せずに終わる。だが、素質があるとして推薦を認められ、太陽は研修会試験合格を目指す。
東宇都宮カントリークラブに到着した太陽は合格ラインである18ホールで+6以内のスコアを目指して香取章・牛島豪造・佐伯俊とコースを回る。1番ホールは幸先よくバーディを決める太陽であったが、2番ホールは牛島の発言でクラブの選択を誤ってミスをする。香取から牛島が「新人殺し」の異名を持つことを伝えられた太陽は警戒するも、牛島の容赦ない言動やマナー違反スレスレの妨害行為で調子を崩してしまう。
佐伯は牛島に「太陽に厳しすぎるのではないか」と問うが、牛島は妨害行為は竜谷からの依頼であることを話す。一方、集中力を乱す自分への自己嫌悪に陥る太陽は、香取から集中力に関する話として「J・ニクラスは突風で帽子が落ちたことに気付かず、全米オープン優勝が懸かったパットを決めたあとに帽子が飛んでいたことを知った」という逸話を聞く。それを聞いた太陽は同じ人間なら自分にも同じことができるはずだと気合を入れ直す。集中力を取り戻した太陽は牛島の妨害をものともせず、合格ラインまでスコアを伸ばす。太陽の回復の裏で調子を崩した牛島は、このまま太陽を合格させるのは癪だとして最終ホールでこれまで以上に悪質な妨害行為をするが攻略され、最終的に太陽は+5で合格する。香取も牛島の妨害がいつもより少なかったお陰で+3で合格を果たす。その後の学科試験も突破した太陽はアシスタントプロトーナメントの出場権を手に入れる。そして、北荒中の卒業式に参加した太陽は餞別としてクラスメイト全員と担任教師におにぎりと飲料を配り、黒板に自らの夢を書き残して更なる練習に励む。

### アシスタントプロトーナメント(鬼ヶ崎カントリークラブ)編(8巻 - 11巻)
太陽は強風が吹くシーサイドコースの鬼ヶ崎カントリークラブに備え、風に強い低弾道を打つ練習に精を出す。3位以内入賞でプロテスト出場権を手に入れると意気込む太陽。だが、竜谷は「流石に今回は入賞できると思っていない」と大野に語る。それを密かに聞いた太陽は、目標を引き上げ優勝を目指してアシスタントプロトーナメントに挑む。
優勝賞金が50万円と聞いて俄然闘志を燃やす太陽と同じ組になったのは日吉一と坂本周一。スコアを順当に伸ばす2人に対し、強風に苦戦を強いられる太陽。このままでは優勝できないと考えた太陽は「オナーになりそうなときはわざとミスし、先に打つ2人のショットで情報収集し2ラウンド目で逆転する」という作戦を思いつく。だが、2人より良いスコアを出せないこの作戦の影響で太陽はスコアを落としていく。
2ラウンド目、太陽は1ラウンド目で得た情報を基に猛攻し、スコアを上げていく。一方日吉は、暫定1位の結果と母の応援がプレッシャーとなりスコアを崩す。太陽は日吉に同情して入り過ぎた力を抜く方法を語るが、逆転優勝を狙っていた坂本は優勝候補の日吉にアドバイスした太陽に激高する。調子を取り戻した日吉を相手に優勝を諦め切れない太陽はその後も必死にスコアを伸ばし、日吉と1打差で最終ホールを迎える。1オンしてイーグルチャンスの日吉に対し、太陽も2打目でのチップインイーグルを狙うが、着地点の坂本のボールとぶつかり、バンカーに落ちてしまう。日吉のミスに一縷の望みを賭けて打った3打目もカップイン直前のバックスピンにより取り逃す。そして、日吉はイーグルを決めて-8で優勝が確定。坂本は-5の2位となる。優勝を逃して落ち込む太陽に、坂本は次で決めれば2位タイでプロテスト出場権を得られることを伝える。絶対に外せないプレッシャーからパターを弱く打ってしまった太陽だったが、何とか4打目を入れパー。その結果、太陽・日吉・坂本は揃ってプロテストへの出場権と賞金を得た。

### プロテスト(千成ゴルフクラブ)編(11巻 - 19巻)
太陽はアシスタントプロトーナメントで記者の取材を受け過ぎて帰宅の手段をなくしてしまったため、日吉の好意で彼の実家に一泊する。日吉の実家で1日を過ごす中、太陽は「父を早くに事故で亡くした母子家庭の5人家族の長男」という自分と類似した日吉の家庭事情に親近感を覚える一方で、周辺の大自然を活かした独自の練習をする日吉の強さを改めて思い知らされる。後日太陽は新荒川カントリークラブの理事長に呼び出され、プロテスト開催1週間前から千成ゴルフクラブへ向かうよう進言される。「万全の状態でプロテストに挑んでほしい」という先輩たちの厚意と遠征費として賞金25万円を返してくれたトミ子の心意気に太陽は感謝し、プロテスト合格を目指して千成ゴルフクラブへ向かう。
太陽は同室となった古葉実と練習ラウンドをする。測量の技術を活かした正確なショットをする古葉は5番アイアン1本のみの使用でありながら太陽を上回る結果を残す。更に殆どの選手が練習ラウンドで好成績を残していると知った太陽は、千成ゴルフクラブから測量機器を借りて、プロテスト開催までコースを徹底的に調べ上げる。プロテスト開催前夜、太陽は浴場で火鳥元と遭遇し、「アシスタントプロトーナメントでの雪辱を晴らす」と宣戦布告を受ける。入れ替わりで入浴に来た日吉から「火鳥は勝利のためにどんな手も使うため、研修会を何度も除名されかける問題児」であると教えられる。
プロテスト1日目、太陽は古葉・火鳥・潮章次と共にコースを回る。潮から「火鳥の行動が怪しい」と聞かされた太陽は2ホール目までに自分のボールが不自然にディポット・松の木の根本・バンカーの淵近くに落ちている事件に遭遇する。日吉と潮の発言から火鳥が妨害工作をしたと考えた太陽は、火鳥より後にショットを打って火鳥のすぐ後ろに落として妨害工作を封じ、可能なら2打目で目の前の火鳥のボールに芝や砂などを飛ばす反撃に出る。これにより火鳥の調子は狂い、1日目は古葉-5・潮-2・太陽0・火鳥+8という結果に終わる。だが、夜の練習場で一つ前の組の人間の証言からバンカー事件は火鳥とは無関係であることを知る。火鳥に冤罪で嫌がらせをしたとして、太陽はプロテストを辞退しようとしたが、太陽の馬鹿真面目さに根負けした火鳥はディポットと松の木の事件は自分の行為と独白する。そして、お互い水に流そうという火鳥の提案を受け入れた太陽はプロテスト2日目に臨む。
50位以下は予選落ちとなるプロテスト2日目。1日目より緊迫した雰囲気を纏った3人と共に太陽はコースを回るが、天候が荒れた影響でスコアを伸ばせない4人。残り3ホールで競技委員から予選通過のボーダーライン予想を聞かされ、火鳥・潮は自分らが予選落ちの瀬戸際であることを知る。迎えた最終ホール、潮は3打目をグリーン奥のバンカーに落としてしまったことで予選通過を半ば諦めていたが、4打目が偶然太陽のボールに当たってカップインし、バーディを取る。残る3人もバーディを決め、古葉-3・太陽-1・潮と火鳥+4で全員が予選を通過する。
2ラウンド制で12位タイまでが合格となるプロテスト最終日。太陽と同じ組になったのは-7で暫定1位の日吉と-3の磯村研次。1ホール目から全員がバーディを取る攻撃的なゴルフが続くが、日吉が-10・磯村と太陽が-5となったパー3の12番ホールで事件が起きる。日吉が1打目・2打目を共にミスして池に落としてしまう。一方の太陽も自身の2打目のボールが打つ前に動き出して足に当たり、こちらも池に落ちる。このホールは最終的にダブルボギーになってしまい、これが尾を引いてスコアを伸ばせずに日吉-8・磯村-5・太陽-2で1ラウンド目を終える。
日吉に大きく離された太陽は、古葉流の測量で調べ上げたピンをまっすぐ狙いやすくフェアウェイが平らな場所にボールを落として、次のショットを安定させる作戦を決行。この作戦が嵌まって太陽はスコアを一気に伸ばし、残り2ホールで遂に暫定1位となる。最終ホール、古葉の最終スコアが自分と並んだことで単独優勝するにはバーディ以上しかなくなった太陽はそのプレッシャーで立て続けにミスをし、単独優勝の可能性が消える。一方日吉と磯村が共にイーグルチャンスを外し逆転優勝を免れるも、今度は4位転落の危機を迎える。太陽は極限のプレッシャーでパットを打とうとするとカップが見えなくなる異常事態に見舞われる。初めての経験に戸惑いながらも何とか最後のパットを決めた太陽は日吉・磯村・古葉と共に-7でトップ合格を果たす。最終ホールに観戦に来ていた竜谷は、カップが見えなくなるほどの強烈なプレッシャーを経験できたことを指して「太陽はプロゴルファーとして大きく羽ばたいていける」と確信する。

### 東太平洋オープン(武甲山ゴルフコース)編(19巻 - 26巻)
晴れてプロゴルファーとなった太陽は竜谷指導の下、厳しい練習を続ける。ある時、プロテストトップ合格の太陽・日吉・磯村・古葉は世界からプロゴルファーが集まる賞金1000万円の大会の東太平洋オープンに特別推薦枠で招待される。東太平洋オープン開催2日前、開催地の武甲山ゴルフコースで練習ラウンドをする太陽と同じ組になったのは前回優勝者の謝健張。太陽は大会用に調整された狭いフェアウェイと固く速いグリーン、脛近くまで伸ばしたラフに大苦戦する。1ホール目から8打も叩いて気を落とす太陽を見かねた謝健張は、武甲山ゴルフコース攻略のアドバイスを送る。太陽は謝健張に大きくスコアを離されて練習ラウンドを終えたが、謝健張から「初ラウンドでこの結果なら十分上位を目指せる」と太鼓判を押される。太陽はラフに苦戦したことを受けて竜谷から長いラフの攻略法を伝授される。
東太平洋オープン1日目。太陽は謝健張・安川忠男とコースを回る。緊張で1番ホールの1打目からミスをするなど何かとトラブルが続く太陽であったが、専属のキャディに励まされながら挑戦的なゴルフを続け、7番ホールでバーディを取ったことを機に少しずつスコアを伸ばしていき、2回太陽の体が池に落ちるトラブルがありながらも-6で1位タイとなる。
東太平洋オープン2日目。太陽は順当にスコアを伸ばし、-12で単独1位まで上り詰めたが9番ホールで異変が起こる。1・2打目でミスショットをし、ダブルボギーになってしまう。続く10番ホールでも使用クラブを見間違えるミスをする。見かねたキャディが調べると、昨日の池落下の影響で風邪を引き高熱を出していることが判明。それを理由にキャディ・謝・安川は太陽に棄権を勧めるが、「プロとして初の大会を風邪なんかで終わらせたくない」と涙ながらに拒否。キャディも意志を汲み試合を強行するも、風邪の影響でスコアを落としていき、最終ホールでバンカーからのチップインを決めたところで太陽は遂に倒れてしまう。0で辛くも予選通過した太陽は3日目からの再起を誓い、自宅で家族とえつこの看病を受ける。
東太平洋オープン3日目。同じ組になったのは太陽と同じ0の古葉と-1のリー・トラビノ。トラビノは太陽たちがスピンを掛けられない固いグリーンにもバックスピンの掛かったショットを使い、スコアを伸ばしていく。一方の太陽は風邪の後遺症から普段より1つ大きいクラブを使用していたが、3番ホールの2打目でグリーンをオーバーしたことから本調子を取り戻したと確信する。暫定1位のセベ・バレンチノを狙い、攻撃的なゴルフをするトラビノに太陽は食らい付き、最終ホールを迎える。ここで太陽は1打目に意図しないフックが掛かりボールが池に落ちそうになるが、偶然にも池の石橋に当たって前に跳ね、2オン圏内に付け、2打目をピンそばに寄せる。そして、全員のボールがグリーンに乗ったところでボールが入って人生初のアルバトロスを取り、太陽は-11で2位タイとなる。
東太平洋オープン最終日。太陽は-15で暫定1位のバレンチノ・2位タイのトラビノと最終組を回る。ハイレベルなゴルフをするバレンチノやトラビノに太陽も真っ向から挑み、前半9ホールで全員が横並び状態となる。優勝を目指す3人の戦いは更に激化し、バレンチノ-18・太陽-17・トラビノ-16で最終ホール目を迎える。バレンチノを追い掛ける太陽は右の林ギリギリを打って池越え2オンを狙うが、不運にも突風で茂みにボールに当たって、石橋の根元近くにボールが落ちグリーンを狙えなくなる。誰もが太陽の優勝が消えたと思う中、優勝を諦めない太陽は石橋目掛けて2打目を打ち、ドライバーを折りながらも石橋で跳ね返ったボールで奇跡の2オンを決める。太陽の不屈の闘志に魅せられたトラビノもチップインイーグルを取り、バレンチノもピンそばに寄せる。決めればプレーオフとなる太陽の1打は僅かに逸れたが、トラビノの一言でウイニングパットとして残していたバレンチノのマークコインで軌道が変わり、カップに入る。これにより、太陽は-19でバレンチノとプレーオフ、トラビノは-18で3位が確定した。
バレンチノとのプレーオフでの一騎打ちが幕を開ける。ドライバーを壊した太陽は池越えを諦めていたが、トラビノが急遽自分のドライバーを使ってみないかと提案する。太陽との全力勝負を望むバレンチノも貸し出しを許可し、太陽はトラビノのドライバーで池越えを成功させる。一方のバレンチノも池や林を易々と超える今大会最大のビッグショットを決め、スペインの星として意地を見せる。バレンチノはバンカーからの3打目をピンそばに寄せ、先のマークコイン事件から続けて4打目を打ちバーディ。あと2打で決めなければ負けとなる太陽のバンカーショットはピンの旗に当たりそのまま真下のカップへと落下。チップインイーグルとなり、太陽はプロ初出場で初優勝を手にする偉業を成し遂げる。トラビノやバレンチノ、観客から優勝を祝福された太陽は家族にウイニングボールをプレゼントし、4日間自分を献身的に支えてくれたキャディとも優勝の喜びを分かち合った。

### 東洋マッチプレー(巌竜岬ゴルフクラブ)編(27巻 - 38巻)
太陽は東洋マッチプレーに招待され、大会に備えて新荒川カントリークラブで練習をしていたが、竜谷から鬼ヶ崎カントリークラブ以上の高難度のシーサイドコースであることを聞かされ、練習ラウンドに向かうよう進言される。道中のタクシードライバーの岡村から「巌竜岬ゴルフクラブにはキャディが殆ど居ないため、自分の専属キャディを連れて行く者が多い」と聞かされる。専属キャディがいない太陽に対して、自分の知人を紹介するという岡村の申し入れを受けて巌竜岬ゴルフクラブに辿り着いた太陽だったが、スタッフから「キャディは何人もいる」と聞かされ、困惑していると岡村が姿を見せて太陽の専属キャディになると言い出す。以前から非公認のキャディとして度々巌竜岬ゴルフクラブに現れる岡村をスタッフは追い返そうとするが、一刻も早く練習ラウンドをやりたい太陽は、巌竜岬ゴルフクラブを知り尽くしていると豪語する岡村を専属キャディに任命する。だが、中途半端なヒントしか出さない岡村の行動に太陽は調子を狂わされ、散々な結果で練習ラウンドを終える。大会に備えてコースの攻略法をメモにまとめる太陽であったが、そこに岡村が割って入り、太陽の記憶違いや見落としを次々と指摘していき、岡村の知識の豊富さに太陽は感心する。
東洋マッチプレー1日目。1回戦の相手は大ベテランの杉原輝光。大会最年長プロvs最年少プロという異色の組み合わせで幕を開け、太陽が1番ホールで勝利して幸先よくスタートしたかに見えたが、以降は1UPのまま引き分けが続く。杉原に追われ続ける太陽に岡村はプレッシャーを受け続けるこの状況が杉原の作戦であることを伝える。それを聞いた太陽は杉原に差をつけようとしたが、変わらない1UP差のプレッシャーで精神的に追い詰められていき、16・17番ホールで負けて逆転を許す。ドーミーホールの18番ホールで太陽はティーショットを林に落とすミスをしてしまう。ここで岡村が谷に向かって紙飛行機を投げる奇行を始め、太陽はそれを抗議するが岡村はコース設計者との昔話として「ここの谷は南西からの風を強烈な上昇気流に変化させる形状になっている」と語り、一か八か上昇気流を利用したショットを打つ提案をする。谷に向かって打った2打目は上昇気流を受けてビッグショットとなり生還、このホールは太陽の勝利でサドンデスに突入する。7番ホールで太陽は1 - 4打目を続けざまにミスしてしまう。周りの観客や岡村は勝負あったかと思ったが、太陽は諦めずに5打目をピンそばにつけて杉原からも健闘を賞賛される。健闘への返礼として止めを刺そうとした杉原だったが、自身も気づかぬ内に太陽の執念に気圧されていた影響で二度打ちのミスを犯し、最後まで勝負を捨てなかった太陽が逆転勝利した。
東洋マッチプレー2回戦。対戦相手は因縁の大田黒。4番ホールで太陽が負けたことをきっかけに、大田黒は自分のゴルフ人生に黒星を付けた太陽を徹底的に叩きのめすべく、「寄せの腕比べ勝負」と称してミスショットした太陽の近くにわざと打ち込む挑発をする。3UP差で迎えた8番ホールで太陽は1打目を林の中に打ち込み、大田黒も同じ場所にボールを落とす。だが、これは太陽の作戦であり、泥の湿地帯に大田黒を誘い込む。太陽が2オンを決める一方、泥の湿地帯でのショットに大田黒は失敗。太陽が流れを掴み、17番ホールでイーブンとなる。最終18番ホール、太陽の2打目は風に乗りすぎてグリーンをオーバーしバンカーに落ちる。大田黒は勝利を確信したが、太陽は4打目をチップインで決める。大田黒は3打目をミスし、次を外すと敗北の状況に追い詰められる。カップが見えなくなる強烈なプレッシャーと太陽を侮りこの状況を招いた自身の愚かな行為への後悔で震える手から打たれたパットは外れ、太陽の勝利となった。
東洋マッチプレー3回戦の対戦相手は「マッチプレーの鬼」と恐れられる青木功一。太陽は青木のトリックショットに惑わされ、12番ホールまでに6UPの大差をつけられドーミーホールとなる。太陽は青木が自分をさっさと倒してチャーターヘリで新コース設計に向かおうとしていたと知り、闘志を燃やす。太陽は青木への意趣返しを込めた眩惑トリックショットと岡村の的確な策略で5ホール連続勝利し、18番ホールまでもつれ込む。太陽は杉原戦で見せた谷越えのビッグショットを狙うが、青木も太陽と同じ場所に落として谷越えを狙いに行く策に出る。太陽は谷越えを成功させるが、青木は太陽のショットを参考に2オンに成功する。勝負は決まったかと思われたが、太陽はチップインイーグルを決め、青木は目の前でイーグルを決められたことで動揺してパットを外し、太陽の勝利でサドンデスに突入する。最終的に7番ホールで青木が4打、太陽が3打で勝利した。青木は自分を倒した褒美として敵情視察に来た疋田宴次郎について「勝つためにはどんなこともやる男だから気を付けろ」と太陽に忠告する。
準決勝が不戦勝となった太陽は決勝戦で疋田と当たる。決勝戦前夜、岡村は太陽のクラブが破壊されていることに気付き、大急ぎで知り合いの修理屋の元でクラブを修理する。翌朝それを聞かされた太陽は疋田に怒りを燃やすが、疋田の取り巻きの妨害で太陽は1番ホールから負ける。その後もショットの瞬間に虫が投げ込まれたりボールが行方不明になるといった妨害を受ける。岡村は太陽の指示で家族に疋田とその取り巻きの悪行を伝え、妨害を防ぐために彼らを見張るよう協力を要請する。太陽は仕返しとして8番ホールのカップに虫を仕込み、虫嫌いの疋田は動揺してミスしイーブンとなる。その後は妨害が起きずにイーブンを維持し迎えた2ラウンド目の18番ホール、太陽は谷越え作戦に出たが、警戒が緩んでいたことから疋田の取り巻きがボールを隠し、ボールが行方不明になってしまう。そこで太陽は競技委員に「ボールが見つかったフリをすれば本物のボールが出てくる」という提案をし、怪しんでいた競技委員も協力してダミーのボールを打とうとする。妨害が無意味になると焦った疋田陣営はボールを公衆の面前で太陽に返すことになり、イカサマが露呈する。恥をかいた疋田は太陽に続いて2オンを狙うが、ショットの瞬間にカラスの影が視界に入りミスをして結局パーで上がる。太陽は3打目のイーグルパットを惜しくも外したところでOKサインが聞こえてボールを拾うが、疋田は「自分はOKサインを出していない」として無断でボールを拾った太陽の反則負けが決まったと語る。だが、実際はボールを拾うふりをしてマークに切り替えただけであり、太陽は最後の1打を決めて優勝を果たす。表彰式でのスピーチで太陽は岡村への感謝を伝えようとしたが、岡村は既に姿を消していた。1台のタクシーが巌竜岬ゴルフクラブから遠ざかるのを目撃した太陽は運転しているのが岡村だと確信し、観客と共にタクシーに向けて感謝の拍手を送った。

### 全英オープン予選(トム・モリスゴルフクラブ)編(38巻 - 42巻)
東洋マッチプレーから半年。太陽は予選突破すらできないスランプに陥っていた。7連続予選落ちしている太陽の元に竜谷の手紙が届き、確認すると「全英オープン予選に申し込み済み」と記載されており、太陽は大慌てで準備してスコットランドのトム・モリスゴルフクラブに向かう。太陽は支配人のシンプソンに案内され、キャディを探すが太陽がスコットランドでは無名なために敬遠される。たらい回しにされた太陽とコンビを組むことになったのは一番若い下っ端のトム・ファーガソン。トムは太陽が自分がキャディをするのに相応しいかを試すために、練習ラウンド中に抜き打ちで指令を出す。太陽はほぼ自然のままのコースに苦戦しながらもトムの指令を最終ホールまで何とかクリアする。太陽の初ラウンドは散々な結果だったが、トムは時折見せたスーパーショットから太陽の実力を見抜き、それを補足する形でシンプソンは太陽が日本で結果を残していることを教える。それを聞いたトムは太陽を全英オープンへ送り出す決意を固める。
1か月以上の練習ラウンドを経て迎えた予選1日目。同じ組で回るのはロウニイ・スコットとハリー・C・コリンズ。トムは練習ラウンドで最もコントロールが良かった3番アイアンを中心に、アイアンだけでイソップ童話「ウサギとカメ」のカメのようにコツコツとスコアを伸ばす「鉄の亀(アイアンタートル)作戦」を太陽に徹底させ、9ホールを終えて太陽は-4で暫定1位となる。2人の攻撃的なゴルフを羨ましがる太陽の様子に気付いたトムはストレス解消の意味を込めて11番ホールで太陽にドライバーの使用を解禁する。太陽は攻撃的なゴルフで一気にスコアを伸ばし、15番ホールまでにコースレコードに並ぶ-10を叩き出すが、16番ホールで1打目がバンカーに嵌まりミスを連発して12打も叩いてしまう。これで調子を崩し最終スコア+2で1日目を終える。
迎えた予選最終2日目。同じ組になったのはどちらも太陽と同じ+2のマック・トーマスとニーノ・サンチョス。悪天候で3人ともバーディを取れない状態が続き、前の組の人間がスコアを伸ばしていると知ったマックとニーノは勝負を仕掛けるが、太陽は前日の失敗からアイアンタートル作戦を徹底する。その結果、14番ホールで太陽が-1になったのに対し2人は大叩きをして脱落する。太陽は予選通過ラインが暫定-3と聞き、ドライバーを使うか悩むがトムのアイアンタートル作戦を信じて16番ホールと18番ホールでバーディを取り、最終スコア-3となる。ところがスコアカード提出時に予選通過ラインが暫定で-5になったと聞き、自分が予選落ちしたことを知る。少しずつしかスコアを伸ばせないアイアンタートル作戦は失敗だったと謝罪するトムに対し、太陽は単なる実力不足だと謝罪を止めさせる。そして、腕を磨いて来年出直してくると告げて日本への帰国の準備を始める。太陽はトムに別れの挨拶をしようとしたが、姿が見えないためそのまま空港へ向かう。その直後、追いかけるトムを目にして別れの挨拶を言う機会を得られて太陽は安堵する。だが、トムは予選通過ラインが-3に戻り、太陽が全英オープンに出場できるようになったと伝える。それを聞いた太陽は大雨の中、トムと予選通過の喜びを分かちあった。

### 全英オープン(セント・アンドリュース)編(43巻 - 58巻)
トムはシンプソンの伝手でセント・アンドリュースのベテランキャディであるレスに太陽を紹介し、キャディになってもらえないかと相談するが断られる。その際に太陽がトムの凄さを伝えたことで地元キャディに根回しされて太陽のキャディを務める者が誰もいなくなってしまい、トムは太陽のキャディを続投することを決める。全英オープン当日の朝、セント・アンドリュースの難易度の高さに頭を悩ませる太陽は下宿先の住人であるコレットの計らいで銀シャリ・生卵・醤油を用意してもらい、久しぶりの日本食に舌鼓を打つ。
全英オープン1日目。同じ組になったのはM・ファルドとG・スタドラー。いがみ合いスコアを伸ばせない2人をよそに、太陽はトムのアドバイスを受けながらのゴルフで順当にスコアを伸ばしていき、1日目にして-6で暫定2位タイという好成績を残したことで、記者からインタビューの場を設けられる。そこで太陽は「最終日はトップスコアを出した状態で最終組で回りたい」という夢を語るが、そこにレスが姿を見せて「明日は大崩れして予選通過は困難になる」と予告する。突然のレスの発言に太陽は激怒して帰宅するが、日本食を食べて機嫌を直す。就寝前のテレビのニュースで太陽は後ろの組がスコアを伸ばした影響で自分が10位タイまで落ちていたことを知る。
全英オープン2日目。太陽はT・カイト・C・ピートとコースを回る。太陽はレスが観客に混ざっているのを目撃し、最初の第1打からミスショットをしてしまう。自分のせいでミスが出たことを謝罪するレスに太陽は「謝罪は自分が予選通過して予告を覆した時にしてほしい」と宣戦布告し、何とかリカバリーする。続く2番ホールもミスしてグリーンとバンカーの間のラフに落ち、カイトとピートがパットを打っている間に運悪くバンカーまで転がり落ちる。トムは安全策を勧めるが、太陽は拒否して右足をバンカーに深く埋めた体勢から状態からのショットでリカバリーを決める。太陽はその後もミスを繰り返すが、パーを維持し続け、11番ホールでホールインワンを取る。ここでレスは自分が太陽の力を見誤ったことを認め、先日の失言を謝罪して姿を消す。レスの予告を覆した太陽は勢いに乗り、-11で暫定1位になる。だが、スコアカードを提出しようとする太陽の前にレスが再び現れて「そのスコアカードを出すと予選落ちになる」と忠告する。トムが理由を問うと「2番ホールのバンカーに右足を深く埋めた行為は反則で、スコアを訂正しないと失格になる」とレスは話す。太陽は競技委員からの指摘がなかったとしてこの忠告を言いがかりだと一蹴するが、そこにスコアカード提出所へ連絡が入り、レスの話が本当だったとしてスコアを-9に修正する。太陽はレスに暴言を謝罪し、レスもそれを受け入れる。下宿先に戻った太陽とトムはすぐに3日目の朝まで眠りに落ちた。
全英オープン3日目。同じ組で回るのはF・カプルス。パー4の1番ホールをグリーンオーバーするほどのカプルスの途轍もないパワーに気後れしそうになる太陽。だが、自身も気合を入れ攻撃的なゴルフを仕掛け、13番ホールで太陽-14・カプルス-15でそれぞれ1位・2位となる。14番ホールで太陽はバーディを取り、カプルスとスコアが並ぶ。太陽とほぼ同じラインにつけていたカプルスは同じように打つが、太陽は強風に負けないようオーバースピンで打っていたために、カプルスはパットをミスする。太陽に罠を仕掛けられたと思い込んだカプルスは冷静さを欠き、3打もミスして太陽が1位となる。カプルスはその後もミスが続いて転落し、一方の太陽は-16まで伸ばして1位を維持する。最終日を最終組で回る夢が叶うかと思われたが、後続のG・ノーマンとバレンチノが-18を叩き出して4位に転落したことにより、-17で3位のJ・ニクラスと最終組の1つ前で回ることが決まった。更にニクラスはレスを最終日のキャディとして迎え入れたことを発表する。お互いに憧れの人物と同じ組になった太陽とトムは、緊張と不安から睡眠も食事もあまり取れない状態で最終日に臨もうとしたが、大雨により最終日の延期が決定した。束の間の休息を取った2人は明日に備えて練習場に向かい、そこで竜谷や家族と再会する。家族との再会によって緊張も不安も解消された太陽は万全の状態となる。
全英オープン最終日。太陽はプレッシャーからアドレナリンが溢れてボールがいつもより飛びすぎる事態に見舞われる。コントロールが乱れる太陽にトムは祖父のダイから教わったアドレナリンを抑える技を伝授する。調子を取り戻してニクラスに食らいつく太陽は最終組の2人がスコアを崩した影響で2位となる。11番ホールで、太陽はここまで挑発を兼ねてわざと聞こえるように話していたレスのアドバイスを参考にショットを打ち、今大会2度目のホールインワンを達成する。目の前のホールインワンに動揺したニクラスはバーディを逃し、スコアが並ぶ。その後-23まで伸ばした太陽であったが、強風が吹き荒れる17番ホールで事件が起こる。グリーンに落とした3打目が風でバンカーに落ち、続く4打目も風でバンカーに押し戻されて逃げ遅れた太陽の足に当たりペナルティが付いてしまう。優勝争いから脱落して落ち込む太陽はトミ子から「プロなら最後の最後まで最善を尽くしなさい！」と叱咤激励される。トミ子の言葉に奮い立った太陽はチップイントリプルボギーを決める。最終18番ホールでニクラスと3打差が付いてしまったことで優勝を諦めかけた太陽にトムは17番ホールの風を利用する作戦を伝え、1オンを成功させてイーグルで-22とする。一方のニクラスはピン近くに寄せたパー確実のウイニングパットを外してボギーとなり、プレーオフが決定した。ニクラス・レスと互角に渡り合った太陽・トムの姿に竜谷は新たな可能性を感じ取る。
1・2・17・18番ホールを使う太陽とニクラスのプレーオフが開始される。2ホールを終え1打差でリードする太陽は、17番ホールでのバンカーのトラウマが蘇り素振りが安定しなくなってしまう。そこで太陽はバンカーからチップインしたことを逆手に取って、わざとバンカーに入るように打つ奇策に出る。緊張を消し去った太陽の1打はピンそばに寄る。一方のニクラスは2打目を直接カップに入れて追いつこうとするが、バンカーに落ちて2打差に広がる。迎えた18番ホールでレスはアマチュアのキャディを務めていた時代に偶然発見した街の円錐型の屋根にボールを当てて距離を稼ぐルートをニクラスに伝授し、1オンを決める。イーグルを決めたニクラスに対し、太陽はウイニングパットを外してサンドデスとなった。観客に混ざった多くのゴルファーたちは流石の太陽もプレッシャーでミスをしたと考えたが、青木とニクラスだけは最後の1打がプレッシャーを克服したパットであることを見抜いた。
1ホールの結果で勝敗が決まるサドンデスに突入する。先の1打で太陽を完全に認めたニクラスは今までにない大声で太陽を挑発する。太陽もニクラスの挑発に真っ向から対峙し、2人の戦いは激しさを増していく。プレーオフと同じホールを何周も回り、それでも決着がつかずに17番ホールへ向かう2人の前に全英オープンの競技委員長が姿を見せる。競技委員長は大会の規定時間を超えているため、サドンデスを翌日に延期することを提案する。だが、2人の戦いを止めようとする者は誰もおらず、サドンデスが強引に続行される。17番ホールも引き分けで次の18番ホールに行こうとする2人であったが、コース全体が真っ暗なことを理由に競技委員長は今度こそ延期を提案する。するとコースに隣接した街やホテルの明かりが次々と点灯し、更に現地住民が一斉に車を回してヘッドライトでコース全体を照らす。この熱気は止められないと悟った競技委員長は渋々延期を取り下げる。長年の経験から強い追い風の予兆を感じ取ったレスは、絶好のタイミングでニクラスに1打目を打たせ、1オンを成功させる。一方もトムも風を読み切って太陽に打たせるが上空にまで光が届かないことから行方不明になる。観客が飛び過ぎてOBになったかと考えた次の瞬間、ボールがピンそばに落ちる。外せば負け確実のニクラスは『帝王』としての矜持を燃え上がらせ、太陽・トム・レスはその気迫をオーラとして感じ取る。しかし、ニクラスの1打は惜しくも外れてしまう。そして、太陽は最後の1打を決めて「日本人初の全英オープン優勝」という前人未踏の栄光を掴み取り、トムと優勝の喜びを分かち合う。ニクラスはゴルファー引退を撤回し、太陽を新たなライバルとして迎え入れ、再戦の約束の握手を交わす。観客のゴルファーたちもまた、太陽に「次は自分のホームの大会に挑戦しに来い」と呼びかけるのであった。
その頃、遠く離れた日本でも太陽の全英オープン優勝のニュースは大盛り上がりしていた。次のプロゴルファーを目指す者たちは各々の夢を語り、新荒川カントリークラブで練習に励む。今や太陽の代名詞となった「チャー・シュー・メン！」の掛け声と共に。

## チャー・シュー・メン!
主人公の向太陽がショットする際に、スイングのリズムを取るための掛け声。「チャー」でバックスイングに入り、「シュー」でトップを作り、クラブを振り下ろしてインパクト時に「メン!」でうまくボールにミートさせる。
なお、この掛け声を作中で最初に考案したのは太陽のクラスメイトの白石えつこ、使用したのは後輩の内山央である。フォームが安定しない内山に、向は足を閉じたスタイルで打つように指摘しまともに打てるようになるが、足を開くと力んでスイングのタイミングが合わなかった。そこに白石がなにかリズムを取りながらスイングするように勧め、「あなたの好きな食べ物は何?」との白石の問いに内山が「チャーシューメン」と答え、声に出しながらスイングをするようになったのがきっかけである。
この掛け声は、ちばが取材先のゴルフ練習場でレッスンプロに「初めてゴルフをやる人にどう教えるのか」と質問した際、直接教わったもので、後の反響は予想外だったと語っている。

## 登場人物
人物名は、『ホーム社漫画文庫』版に準拠した。
声はアニメ化時の声優名。

### 主要人物
向 太陽（むかい たいよう）
声 - 塩屋翼
本作の主人公。中学生でゴルフを始めた。早くに父親を亡くし、母トミ子は食堂「あづまや」（午前4時には客が一杯になっている描写があることから、夜間食堂）を経営している。弟に武二（たけじ）、攻三（こうぞう）、妹に糸子（いとこ）がいる。
中学校卒業後は進学せずに新荒川カントリークラブに就職し、最年少でプロテストに合格、プロゴルファーとなる。
心からゴルフを愛しており、竜谷からは「稀に見る逸材」と称されるほどゴルファーとしての才能に恵まれているが努力も怠らない。しかし、精神的にはまだ未熟な様子が多く、試合の中で何度も心折れそうになるも、持ち前の明るさとガッツで克服しトッププロへと成長していく。
前述の通り、精神的な動揺からスコアを崩すことが多々あり、そこから驚異的な粘りと果敢な攻めで追い上げていくパターンが多い。
身長が低く、ずんぐりむっくりな体型で弟達からは「デブ兄」と呼ばれている。自作の器具で鍛えた筋肉を使ったパワーショットを持ち味としている。また、ホームが河川敷コースであることからラフやトラブルショットも得意。
大食漢であり、常人の数倍の食事を平らげる上に試合中にも食事をしないと倒れてしまうほどである。
根が優しいため不調な対戦相手にはつい軽いアドバイスをしてしまい、それで対戦相手が調子を取り戻して自分の首を絞めてしまうこともある。
竜谷（りゅうこく）
太陽のゴルフの師匠。元トーナメントプロ。目が悪く、常にサングラスをしている。太陽の才能を見込み、肉体面・精神面ともに常に厳しいトレーニングを課している。
現在は貿易関係の仕事をしており、海外にいることも多い。
白石 えつこ（しらいし えつこ）
太陽のクラスメイト。周りから「エッコ」と呼ばれる。父がゴルフをしており、親子で太陽を応援している。太陽の家族を模した自作のヘッドカバーを太陽にプレゼントした。

### 東関東中学生ゴルフ選手権大会(羽生ゴルフリンクス)編
大野（おおの）
声 - 大竹宏
ルリ子(声 - 小宮和枝)と組んで太陽、竜谷と賭けゴルフをして敗れた。のちに太陽をサポートするようになる。
内山 央（うちやま ひろし）
声 - 頓宮恭子
北荒川第五中学校ゴルフ部員。当初はまともにボールを打てなかったが、「チャー・シュー・メン！」のリズムを習得し、東関東中学生ゴルフ選手権大会に出場した。羽生ゴルフリンクスの18番ホールでは、太陽のメモ通りのショットをしてホールインワンを決めた。
後にゴルフ部のキャプテンとなり、東洋マッチプレーには観客として参加する。
久米 一郎（くめ いちろう）
声 - 平松広和
山王台学院中等部のゴルフ部キャプテン。東関東中学生ゴルフ選手権大会で太陽とラウンドした。パワーはないが、丁寧なショットが持ち味。
工藤 呉一（くどう ごいち）
声 - 大塚芳忠
茂原海南中学校のゴルフ部キャプテン。東関東中学生ゴルフ選手権大会で太陽とラウンドした。太陽ほどではないがパワーショットを得意とする。反面、トラブルショットは苦手。
大田黒 彰（おおたぐろ あきら）
剣ヶ崎学園のゴルフ部キャプテン。東関東中学生ゴルフ選手権大会で太陽とラウンドした。前年度のベストグロスであり、優勝候補だったが僅差で太陽に敗れる。
のちにアメリカに留学し全米アマトーナメントに優勝するなどの経験を積んで、太陽と対戦するためにアメリカでのプロのオファーを全て断ってまで東洋マッチプレーに参加した。
2回戦で太陽と対戦、キャディのクインシーとのコンビで人生5度目のホールインワンを取るなど圧倒的な強さを見せて3UP差まで付け、太陽に屈辱を与えるためにミスショットをした太陽と同じ場所にわざと打ち込む挑発をした。だが、これが太陽の怒りを買って最終ホールで追いつかれてしまう。
最後は「アメリカで相手を圧倒し続けたために、1打で勝敗が決まる状況での極限のプレッシャーを経験したことがない」というプレッシャーに対する弱さが露呈、パターショットをミスして敗れた。

### アシスタント研修会試験(東宇都宮カントリークラブ)編
岩森（いわもり）
関東ゴルフ練習場連盟の役員。
ゴルフ場かゴルフ練習場に1年間勤務しなければ得られない研修会試験の資格を推薦によって6ヶ月に短縮する権限を持つ。
太陽のプレーを見て、テンポが遅すぎることを指摘したが、太陽の素質と将来性を見込んで6ヶ月の特例推薦を認めた。
60歳以上だがシングルハンディを維持し、飛距離はないもののボールのコントロールは一級品。
牛島 豪造（うしじま ごうぞう）
声 - 飯塚昭三
アシスタント研修会試験で太陽とラウンドした。「新人殺し」「テスト生殺し」の異名を持つ。竜谷の依頼で太陽に厳しく当たり、高圧的な言動や自分の影をわざとスイングを構える太陽の目の届く範囲に置く妨害などを行った。
しかし、後半ホールで精神的な圧力を受けなくなった太陽の影響で調子を崩してしまう。最後は意地になってショットの瞬間に大きな物音を立てる・太陽のボールを踏み潰すといった悪質な妨害をするが、それすらも乗り越えられたことで太陽の素質と根性を認めた。
東太平洋オープンでは最終日に観客として参加。
佐伯 俊（さえき しゅん）
声 - 若本紀昭
アシスタント研修会試験で太陽とラウンドした。また、太陽と同じ関東ブロックでアシスタントプロトーナメントに出場した。
香取 章（かとり あきら）
声 - 平野義和
アシスタント研修会試験で太陽と共にテスト生としてラウンドした。練習では良い球を打てるのだが、本番に弱い。
牛島の圧力で研修生試験を4回不合格にしていたが、牛島が自分より太陽に目を向けていたことで今までよりリラックスしてプレーでき、試験に合格した。

### アシスタントプロトーナメント(鬼ヶ崎カントリークラブ)編
日吉 一（ひよし はじめ）
声 - 野島昭生
プロゴルファーを最も多く輩出している東伊豆出身のゴルファー。地元ということもあり、アシスタントプロトーナメントでは優勝候補の一角と目されていた。
母子家庭の大家族で貧乏なため、鬼ヶ崎カントリークラブでバス運転手やウェイターのバイトをしながらプロを目指している。
自宅付近には自作のコースを作成しており、森や砂浜を使った独自のトレーニングを課している。
アシスタントプロトーナメントで太陽とラウンドし、優勝してプロテスト出場権を獲得した。プロテストでは太陽と共にトップ合格を果たし、東太平洋オープンは決勝ラウンドまで駒を進めた。
坂本 周一（さかもと しゅういち）
声 - 戸谷公次
関西弁を話すゴルファーでアシスタントプロトーナメントに関西ブロックから出場し、太陽とラウンドした。ティーショットをパターで打つことがある。太陽と共に2位タイでプロテスト出場権を獲得し、プロテストにも合格した。

### プロテスト(千成ゴルフクラブ)編
古葉 実（こば みのる）
声 - 田中秀幸
全日本大学ゴルフ選手権で優勝した経歴を持つ。測量の技術を持ち、一緒に練習ラウンドをした太陽に影響を与えた。プロテスト1日目と2日目で太陽とラウンドし、精密なショットでトップ合格を果たした。東太平洋オープンは決勝ラウンドまで駒を進め、3日目には太陽とラウンドした。茶を好んで飲む。
火鳥 元（ひどり げん）
声 - 玄田哲章
プロテスト1日目と2日目に太陽とラウンドした。研修会を何度も除名されかけるほどの問題児。一方でプロテストに4回も挑んでおり、ゴルフそのものとは真摯に向き合っている。また、後半に強いと自負しており、フェアウェイが荒れた状態からのショットを得意とする。アシスタントプロトーナメントでプロテスト出場を逃したことから、その原因となった太陽を敵視し、プロテスト1日目にはボールにいたずらをしたが、のちに和解し軽口を叩ける仲となって2日目からは真面目にプレーするようになった。プロテスト最終日には緊張する太陽を和ませるために股間を後ろから握るいたずらをする。プロ断念も視野に入れた5回目の挑戦でプロテストに合格した。
東太平洋オープンでは最終日に観客として参加。
潮 章次（うしお しょうじ）
声 - 稲葉実
プロテスト1日目と2日目に太陽とラウンドし、合格した。火鳥からは「気が小さくプロには向かない」と酷評されている。
東太平洋オープンでは最終日に観客として参加。
磯村 研次（いそむら けんじ）
声 - 竜田直樹
野球名門校の元高校球児という異色の経歴を持つ。スラッガーとして活躍していたためパワーは一級品。
プロテスト最終日で太陽とラウンドした。「プロテストの目標は1位になることではなく12位以内に入ること」を信条として1位を目指す日吉と太陽に流されず、マイペースでプレーする冷静さを持つ。
一方で2人の戦いの熱気に充てられて最後の9ホールでトップ争いに参戦するなど熱い一面も持っており、最後はトップ合格をしている。
しかし、東太平洋オープンではスコアが僅かに1打足りず予選落ちし、最終日は観客として参加。

### 東太平洋オープン(武甲山ゴルフコース)編
謝 健張（しゃ けんちょう）
声 - 池田勝
台湾出身の東太平洋オープンのディフェンディングチャンピオン。様々な大会で優勝経験もある選手でフェードボールと低弾道のショットを得意とする。
練習日、東太平洋オープン初日と2日目に太陽とラウンドした。太陽と同年齢の息子がおり、親近感から練習ラウンドでは太陽に様々なアドバイスを送る。先見の目もあり、練習ラウンドに同行した取材班に太陽が将来大物になることを予言している。
マスコミやファンの要望に快く応じる、冗談を言ってギャラリーを笑わせるなどファンサービス旺盛な人物。
のちに東洋マッチプレーにも出場し、ベスト8まで進出した。
安川 忠男（やすかわ ただお）
声 - 屋良有作
常に賞金ランク20位前後に顔を出す中堅クラスのプロゴルファー。無愛想で気難しい性格。
東太平洋オープン初日と2日目に太陽とラウンドした。のちに東洋マッチプレーにも出場した。
リー・トラビノ
声 - 兼本新吾
アメリカ出身のメキシコ人。世界を股にかける賞金稼ぎでパワー・技術ともに超一流。
東太平洋オープンの3日目と最終日に太陽とラウンドし、3位の成績を残した。以前に大怪我をした経験から、その原因である雷を恐れる。
3日目にラウンドした太陽と古葉をそれぞれスター・ウォーズのR2-D2とC-3POに例える・バレンチノとのプレーオフの際に直前のホールでドライバーを折った太陽に自分のドライバーを貸与するなど陽気で面倒見のいい性格。
一方で、ピンとの距離がほぼ同じの球をバレンチノより先に打って、ナイスショットを決めて焦らせる・横風に合わせて回転を掛けたショットをさり気なく打ち、太陽に風を読み違いさせてミスショットを狙うなど抜け目のない一面もある。
東太平洋オープン3日目終了時に太陽を「ストロングハート」と称して才能を認め、アメリカの自分の元に武者修行に来ないか勧誘した。
のちに太陽が出場した全英オープンにも出場した。
セベ・バレンチノ
声 - 堀秀行
スペインの星と言われているプロゴルファー。技術はトラビノより僅かに劣るが、パワーはトラビノ以上で2日目に太陽に一時的に抜かれた時期を除き、東太平洋オープンでは1位を維持し続けていた。
東太平洋オープンの最終日に太陽とラウンドし、プレーオフで太陽に破れ、準優勝。のちに太陽が出場した全英オープンでは3位タイの成績を収めた。

### 東洋マッチプレー(巌竜岬ゴルフクラブ)編
岡村（おかむら）
タクシードライバーだが、以前は東洋マッチプレーの会場である巌竜岬ゴルフクラブで長年キャディをしていた。東洋マッチプレーで太陽のキャディを務め、太陽を優勝に導いた。
巌竜岬ゴルフクラブのコース設計者と面識があり、コースの特性を誰よりも熟知している。
杉原 輝光（すぎはら てるみつ）
最年長のベテランプレイヤー。「マムシ」の異名を持ち、マッチプレーでは1UP差を維持し続け、相手を精神的に追い詰めることを好む。ウッドでのショットの正確さはプロでも随一と言われている。また、グリーン上のパターパットでも強く転がるオーバースピンと転がりを抑えるバックスピンを巧みに使い分ける技術を持つ。
加齢での体力の衰えをカバーするためにドライバーの柄を伸ばし、ヘッドも軽いものに変えて飛距離が出るように改良している。
東洋マッチプレーの1回戦で太陽と対戦し、一度は1UP差で最終ホールを迎えるも追いつかれ、延長戦で2度打ちのミスショットを行い、ペースが崩れて敗れた。
クインシー
大田黒の専属キャディのアメリカ人。「大田黒に勝てる日本のプロゴルファーはいない」と断言するほど大田黒の才能を高く評価しており、機械のように精密な指示でサポートする。
世界熱気球競技大会で何度も優勝した経験もあり、遥か上空の風を読む力に長けている。
青木 功一（あおき こういち）
「世界の青木」「マッチプレーの鬼」として知られる日本のトッププレイヤー。「マッチプレーとは優れた技をもってする騙し合い」が座右の銘。
東洋マッチプレーの3回戦で太陽と対戦。プロゴルフ界の一時代を築いた自負から東太平洋オープンでの大活躍で「これからのプロゴルフ界を背負って立つ新人類」と謳われている太陽を「プロになったばかりの新米」と一蹴し、巧みなテクニックで眩惑して圧倒的な強さで6UPの大差を付けるが、太陽の猛攻にペースを狂わされ、延長戦で敗れた。プレー終了後は太陽の実力を認め、勝利を祝福した。
のちに太陽が出場した全英オープンにも出場した。
疋田 宴次郎（ひきた えんじろう）
東洋マッチプレーのディフェンディングチャンピオン。プロゴルファー相応の実力は持つが、取り巻き達を使った悪質な妨害工作でマッチプレーの大会を5回優勝している。一方でストロークの大会では目立った実績は持っていないため太陽も名前を知らなかった。怒りっぽく、その苛立ちを物にぶつけることが多い。
東洋マッチプレー決勝で太陽と対戦した。取り巻き達による卑劣な手段で太陽を不利に追い込んだが、最後は不正を太陽に暴かれて周囲が知ることになり、準優勝に終わった。

### 全英オープン予選(トム・モリスゴルフクラブ)編
シンプソン
全英オープン最終予選の会場であるトム・モリスゴルフクラブの支配人。竜谷とは旧知の仲。
竜谷が軍属で将校を務めていた太平洋戦争の時に捕虜だったことがあり、その縁で日本語を話せる。
トム・ファーガソン
全英オープン最終予選、本戦で太陽のキャディを務めた。祖父のダイを含め全英オープンの優勝者に7回付いたキャディ一族の末裔。シンプソンから日本語を学んでいる。
その経歴からプライドは相当高いが、ドライバーの飛距離から逆算して次に使うアイアンの種類を先読みする・太陽の経歴を聞く前から実力を見抜くなどキャディとして確かな眼力を持っている。
全英オープンでは的確なサポートとアドバイスで太陽を優勝へと導いた。
ロウニイ・スコット
イギリス出身。地方予選を5回連続で突破しているが本戦出場を果たせずにいる。全英オープン最終予選の初日に太陽とラウンドした。予選を突破して本戦に出場した。
ハリー・C・コリンズ
アメリカ出身。全英オープン最終予選の初日に太陽とラウンドした。アメリカPGAツアー公式ランキング27位の実力を持つ。トム曰く、「いずれはアメリカのゴルフ界を背負う男」とのこと。
マック・トーマス
オーストラリア出身。全英オープン最終予選の2日目に太陽とラウンドしたが、14番ホールでグリーン前後のバンカーを往復するミスをしてリタイアした。
ニーノ・サンチョス
スペイン出身。全英オープン最終予選の2日目に太陽とラウンドしたが、マック同様14番ホールでグリーン奥のバンカーで大叩きしたが、太陽のマーカーの役目があったことからすぐにリタイアはせず、18番ホールの1打目まで打ったところで太陽の邪魔をしないようにリタイアした。また、17番ホールでは2打目をわざとミスしてグリーンの太陽のボールとほぼ同じ位置につけ、先に打ってグリーンの曲がり具合を太陽とトムに見せるサポートを行なった。

### 全英オープン(セント・アンドリュース)編
レス
「妖怪」と呼ばれるセント・アンドリュースのキャディでトムの憧れの人。
60年以上のキャリアを持ち、今や自分以外誰も知らないセント・アンドリュースの攻略法を全て覚えている。全英オープンで太陽のキャディになることを断り、太陽の予選落ちを予告した。最終日には太陽とトムの活躍でキャディとしての血が騒ぎ、急遽ニクラスのキャディを務めた。
コレット
全英オープンに出場した太陽とトムの下宿先の住人の中年女性。2人のことを応援しており、太陽には日本食を振舞った。恐妻家で夫をこき使っている。
M（ミック）・ファルド
全英オープン初日に太陽とラウンドした。プレーが遅いことで有名で、一緒にラウンドしたスタドラーと衝突することもあった。
G（グレイグ）・スタドラー
全英オープン初日に太陽とラウンドした。短気な性格で、ファルドの遅いプレーに対して怒鳴り散らした。青木とは顔なじみなのだが、何度教えても「エイオキ」と呼ぶ。
T・カイト、C・ピート
全英オープン2日目に太陽とラウンドした。共にアメリカ出身。太陽とトムのゴルフに終始気圧され気味で、3日目以降で同じ組にならなくて済むことに安堵している。
F・カプルス
全英オープン3日目に太陽とラウンドした。ミドルホールをワンオンさせる飛ばし屋で攻撃的なゴルフをし、全米一のバーディ数を誇る。一時トップに立ったが、短気な性格が仇となってスコアを崩し、優勝争いから脱落した。
ジャンボ
カプルスの専属キャディのアメリカ人。沖縄の米軍基地に5年在籍した経験から日本語を話せる。気が弱いため、熱くなりやすいカプルスの暴走を止められないことが多い。
G・ノーマン
太陽が出場した全英オープンにおいて3日目までほぼ1位を維持し続けていた選手。最終日も最終組で回っていたのだが、太陽とニクラスのスコア争いについていけず、3位タイとなった。
J（ジョン）・ニクラス
「帝王」と呼ばれる。全英オープン3日目の夜にレスを最終日のキャディに迎えた。
太陽がゴルフを始めるきっかけとなった人物であり、憧れの人。
全英オープン最終日に太陽とラウンドした。プレーオフ・サドンデスと太陽と死闘を繰り広げ、最後は太陽に敗れ準優勝となった。
今大会でゴルファーを引退する予定だったが、太陽とのサドンデスを経て心変わりし引退を撤回、太陽を新たなライバルと認めた。

## テレビアニメ
フジテレビほかで放送。NAS（日本アドシステムズ）とフジテレビの共同製作。全47話。製作局のフジテレビでは、1984年10月6日から1985年9月27日まで放送された。全47話。
フジテレビでは、1985年3月30日までは土曜 18:00 - 18:30枠 （日本標準時）に、同年4月12日からは金曜 19:00 - 19:30枠 （日本標準時）にて放送。どちらもローカルセールス枠であることから、FNS（フジテレビ）系列の地方局では別の時間帯での遅れネット（本放送終了後の放送を含む）になることがあった。また、当時この時間帯を使って『クイズDEデート』の遅れネットと自社製作番組『アグネスの音楽に乾杯!』の放送を行っていた東海テレビのように、FNS系列局であってもこの番組を放送しない局もあった。
原作では主人公の太陽が当初からゴルフクラブを手に入れるべくアルバイトに精を出し、師匠の竜谷とともにプロゴルファーを目指すのに対し、アニメ版ではゴルフとの出会いの場面から描かれるなど、講談社コミックス第26巻までの内容をアレンジしたものになっていた。本編の終了直後には、ゴルフ解説者の戸張捷がゴルフのマナーや歴史などを解説する「ワンポイント・レッスン」のコーナーがあった。その後の次回予告は、毎回、太陽の「〜ナイス・ショット!!」という言葉で締めくくられていた。

### 声の出演
- 向 太陽、次回予告ナレーション - 塩屋翼
- 白石 エツコ - 富沢美智江
- かあちゃん - 丸山裕子
- 向 武二 - 伊倉一恵
- 竜谷 - 小林清志
- 向 攻三 - 坂本千夏
- 向 糸子 - 小粥よう子
- 大田黒 彰 - 井上和彦
- エツコの父 - 宮内幸平
- ナレーション - 谷口節、槇大輔

### スタッフ
- 企画 - 土屋登喜蔵（フジテレビ）
- チーフディレクター - 光延博愛
- 総作画監督 - 金沢比呂司
- プロデューサー - 原田一男、茂垣弘道（以上、土田プロダクション）、片岡義朗（NAS）、清水賢治（フジテレビ）
- 文芸担当 - 榎本歩光
- 制作事務 - 小瀬敬子
- 美術設定 - 阿部行夫
- 色指定 - 飯塚智久
- 特殊効果 - 柴田睦子
- 撮影監督 - 高橋明彦
- 撮影助手 - 熊谷正弘、小松寿一、木次美則（東京アニメーション・フィルム）
- 編集 - 岡安肇、小島俊彦、村井秀明、中葉由美子
- 音楽 - 梅垣達志
- 音響監督 - 藤野貞義
- 音響効果 - 依田安文
- 録音調整 - 村田弘之
- 録音スタジオ - ニュージャパンスタジオ
- 現像 - 東京現像所
- タイトルデザイン - 神谷妙子
- 演出助手 - 藤川茂
- 制作進行 - 友枝竜一、田上久美子、村竹保則、藤川茂、五藤巳智也、他
- アニメーション制作 - 土田プロダクション
- 制作 - NAS、フジテレビ

### 主題歌
ビクター音楽産業から、これらを収めたEPレコードが発売された。
オープニング・テーマ - 「明日はシャイニング・スカイ」
作詞 - 竜真知子 / 作曲 - 東郷昌和 / 編曲 - 梅垣達志 / 歌 - 野口きよみ
土曜時代に使われていた曲と金曜時代に使われていた曲の2バージョンがあり、金曜版は土曜版よりもイントロが短く、逆にコーダ部がリフレインしていた。オープニングの映像も土曜版と金曜版とで異なっており、土曜版では金曜版よりも太陽の出番が多く、またトミ子・武二・攻三・糸子・えつこは土曜版にしか登場しない。
エンディング・テーマ - 「夕焼けに歩きたい」
作詞 - 竜真知子 / 作曲 - 東郷昌和 / 編曲 - 梅垣達志 / 歌 - 高橋伸明

### 各話リスト
| 話 | 放送日         | サブタイトル           | 脚本       | 絵コンテ   | 演出       | 作画監督   |
| -- | -------------- | ---------------------- | ---------- | ---------- | ---------- | ---------- |
| 1  | 1984年 10月6日 | ゴルフとの出会い       | 城山昇     | 佐々木皓一 | 高林久弥   | 金沢比呂司 |
| 2  | 10月13日       | めざせプロゴルファー   | 城山昇     | やすみ哲夫 | 三沢伸     | 奈須川充   |
| 3  | 10月20日       | 初めてのゴルフレッスン | 城山昇     | 吉田健次郎 | 吉田健次郎 | 金沢比呂司 |
| 4  | 10月27日       | 賞品はゴルフセット     | 八木良一   | 竹内大三   | 高林久弥   | 金沢比呂司 |
| 5  | 11月3日        | ゴルフ部の期待         | 城山昇     | 高垣幸蔵   | 三沢伸     | 金沢比呂司 |
| 6  | 11月10日       | 初出場!ゴルフ競技      | 八木良一   | 鈴木幸雄   | 鈴木幸雄   | 富沢和雄   |
| 7  | 11月17日       | 消えたゴルフボール     | 照井啓司   | 竹内大三   | 高林久弥   | 奈須川充   |
| 8  | 11月24日       | ライバルは腹の虫       | 照井啓司   | 吉田健次郎 | 吉田健次郎 | 一川孝久   |
| 9  | 12月1日        | 計算されたゴルフ       | 城山昇     | 高垣幸蔵   | 三沢伸     | 金沢比呂司 |
| 10 | 12月8日        | 牙をむいたライバル     | 八木良一   | 鈴木幸雄   | 鈴木幸雄   | 押大三     |
| 11 | 12月15日       | 三段グリーンの対決     | 城山昇     | 森脇真琴   | 高林久弥   | 金沢比呂司 |
| 12 | 12月22日       | 思わぬアクシデント     | 海老沼三郎 | 三沢伸     | 三沢伸     | 奈須川充   |
| 13 | 12月29日       | 谷底からの叫び         | 照井啓司   | 高林久弥   | 高林久弥   | 金沢比呂司 |
| 14 | 1985年 1月5日  | 勝負のバーディパット   | 城山昇     | 中村憲由   | 三沢伸     | 一川孝久   |
| 15 | 1月12日        | プレッシャーとの戦い   | 海老沼三郎 | 正延宏三   | 石踊宏     | 妻洋二     |
| 16 | 1月19日        | ライオンの頭を越えろ   | 照井啓司   | 光延博愛   | 三沢伸     | 宇田八郎   |
| 17 | 1月26日        | 雨の中の決戦           | 城山昇     | 森脇真琴   | 高林久弥   | 金沢比呂司 |
| 18 | 2月2日         | 嵐の最終ホール         | 海老沼三郎 | 三沢伸     | 三沢伸     | 一川孝久   |
| 19 | 2月9日         | チャンスだ燃えろ太陽   | 城山昇     | 高林久弥   | 高林久弥   | 奈須川充   |
| 20 | 2月16日        | 本番!研修会テスト      | 照井啓司   | 光延博愛   | 三沢伸     | 宇田八郎   |
| 21 | 2月23日        | 新人殺しの憎いワナ     | 城山昇     | 森脇真琴   | 高林久弥   | 金沢比呂司 |
| 22 | 3月2日         | グリーン上の落とし穴   | 海老沼三郎 | 三沢伸     | 三沢伸     | 一川孝久   |
| 23 | 3月9日         | 怒りの必殺ドライバー   | 城山昇     | 高林久弥   | 高林久弥   | 金沢比呂司 |
| 24 | 3月16日        | 忍びよる恐怖の影       | 城山昇     | 森脇真琴   | 三沢伸     | 奈須川充   |
| 25 | 3月23日        | 集中力で影を断て!      | 城山昇     | 藤川茂     | 高林久弥   | 一川孝久   |
| 26 | 3月30日        | 最終ホールの試練       | 城山昇     | 石踊宏     | 石踊宏     | 笠原彰     |
| 27 | 4月12日        | 初挑戦!…プロへの道     | 城山昇     | 鈴木敏明   | 中村憲由   | 金沢比呂司 |
| 28 | 4月19日        | 秘伝舌出しショット     | 城山昇     | 棚沢隆     | 三沢伸     | 一川孝久   |
| 29 | 4月26日        | 快進撃!?の第一打       | 城山昇     | 高林久弥   | 高林久弥   | 鈴木信一   |
| 30 | 5月3日         | 最終ホールの賭け       | 城山昇     | 森脇真琴   | 中村憲由   | 一川孝久   |
| 31 | 5月10日        | 待望のプロテスト       | 城山昇     | 三沢伸     | 三沢伸     | 金沢比呂司 |
| 32 | 5月17日        | ねじ曲げられたボール   | 城山昇     | 依田聡     | 井上修     | 加藤興治   |
| 33 | 5月24日        | 涙のバンカーショット   | 城山昇     | 生頼昭憲   | 高林久弥   | 一川孝久   |
| 34 | 5月31日        | 意外な真実             | 城山昇     | 鈴木敏明   | 中村憲由   | 金沢比呂司 |
| 35 | 6月7日         | 荒れ模様の神経戦       | 城山昇     | 生頼昭憲   | 三沢伸     | 鈴木信一   |
| 36 | 6月14日        | なるか!決勝進出        | 城山昇     | 森脇真琴   | 高林久弥   | 一川孝久   |
| 37 | 6月28日        | 強豪相手の決勝戦       | 城山昇     | 鈴木敏明   | 井上修     | 加藤興治   |
| 38 | 7月12日        | 開始!攻撃ゴルフ        | 城山昇     | 生頼昭憲   | 中村憲由   | 金沢比呂司 |
| 39 | 7月19日        | グリーン上の勝負師     | 城山昇     | 森脇真琴   | 三沢伸     | 一川孝久   |
| 40 | 8月2日         | プロテスト最終日       | 城山昇     | 高林久弥   | 高林久弥   | 鈴木信一   |
| 41 | 8月9日         | 激突!!バーディー合戦   | 城山昇     | 生頼昭憲   | 中村憲由   | 金沢比呂司 |
| 42 | 8月16日        | 飛べ逆転必殺ショット   | 城山昇     | 鈴木敏明   | 三沢伸     | 一川孝久   |
| 43 | 8月23日        | プレッシャーの18番!!   | 城山昇     | 福富博     | 高林久弥   | 金沢比呂司 |
| 44 | 9月6日         | 念願のプロ初出場       | 城山昇     | 森脇真琴   | 中村憲由   | 一川孝久   |
| 45 | 9月13日        | 傷だらけのトップの座   | 城山昇     | 生頼昭憲   | 藤川茂     | 金沢比呂司 |
| 46 | 9月20日        | 奇跡をよんだ追撃戦     | 城山昇     | 三沢伸     | 三沢伸     | 一川孝久   |
| 47 | 9月27日        | めざせ!プロ初優勝      | 城山昇     | 高林久弥   | 高林久弥   | 金沢比呂司 |

### 放送局
放送日時はテレビ静岡と個別に出典が掲示されているものを除き、1985年9月中旬 - 10月上旬時点のものとする。
| 放送対象地域 | 放送局         | 系列           | 放送日時                                                                                                  | 備考                                                           |
| ------------ | -------------- | -------------- | --- | -------------------------------------------------------------- |
| 関東広域圏   | フジテレビ     | フジテレビ系列 | 土曜 18:00 - 18:30 （1984年10月6日 - 1985年3月30日） 金曜 19:00 - 19:30 （1985年4月12日 - 1985年9月27日） | 製作局                                                         |
| 北海道       | 北海道文化放送 | フジテレビ系列 | 金曜 16:00 - 16:30                                                                                        |                                                                |
| 青森県       | 青森テレビ     | TBS系列        | 月曜 - 金曜 16:00 - 16:30                                                                                 | 1986年頃に放送。                                               |
| 岩手県       | テレビ岩手     | 日本テレビ系列 | 日曜 9:00 - 9:30                                                                                          | 1987年頃に放送。                                               |
| 山形県       | 山形テレビ     | フジテレビ系列 | 日曜 6:30 - 7:00                                                                                          | 現在はテレビ朝日系列。                                         |
| 福島県       | 福島テレビ     | フジテレビ系列 | 日曜 9:00 - 9:30（1985年12月8日 - 1986年3月） 日曜 6:30 - 7:00（1986年4月 - 12月21日）                    |                                                                |
| 山梨県       | テレビ山梨     | TBS系列        | 日曜 16:30 - 17:00                                                                                        |                                                                |
| 新潟県       | 新潟総合テレビ | フジテレビ系列 | 木曜 16:30 - 17:00                                                                                        | 現・NST新潟総合テレビ。                                        |
| 長野県       | 長野放送       | フジテレビ系列 | 土曜 7:30 - 8:00                                                                                          |                                                                |
| 富山県       | 富山テレビ     | フジテレビ系列 | 日曜 8:30 - 9:00                                                                                          | 1985年4月7日から1986年3月2日まで放送                           |
| 石川県       | 石川テレビ     | フジテレビ系列 | 水曜 17:05 - 17:32                                                                                        |                                                                |
| 静岡県       | テレビ静岡     | フジテレビ系列 | 土曜 18:00 - 18:30                                                                                        |                                                                |
| 関西広域圏   | 関西テレビ放送 | フジテレビ系列 | 日曜 9:00 - 9:30                                                                                          | フジテレビでの本放送終了後の1986年から1987年迄再放送枠で放送。 |
| 岡山県       | 岡山放送       | フジテレビ系列 | 土曜 17:30 - 18:00                                                                                        |                                                                |
| 広島県       | テレビ新広島   | フジテレビ系列 | 火曜 16:30 - 17:00                                                                                        | フジテレビでの放送終了後の1986年に再放送に準じた扱いで放送。   |
| 愛媛県       | 愛媛放送       | フジテレビ系列 | 土曜 7:30 - 8:00                                                                                          | 現・テレビ愛媛。1986年頃に放送。                               |
| 高知県       | テレビ高知     | TBS系列        | 火曜 16:00 - 16:30                                                                                        |                                                                |
| 佐賀県       | サガテレビ     | フジテレビ系列 | 日曜 11:00 - 11:30                                                                                        |                                                                |
| 沖縄県       | 沖縄テレビ     | フジテレビ系列 | 火曜 16:30 - 17:00                                                                                        |                                                                |

## ゲーム
1991年にカプコンからアーケードゲーム『あした天気になあれ』がリリースされた。
2003年にスペースアウトと講談社によるコミゲーi講談社から携帯電話ゲーム『あした天気になあれ マッチゴルフ』がリリースされた。